# بنو بند با سنغ (تازيان)
بنو بند با سنغ (بالفارسية: بنوبند پاسنگ) هي قرية تقع في إيران في قسم تازيان الريفي. يقدر عدد سكانها بـ 693 نسمة .